# Katedra w Karlstad
Katedra w Karlstad (szw. Karlstads domkyrka) – kościół położony w Karlstad, region terytorialny Värmland, region historyczny Värmland.
Kościół diecezjalny diecezji Karlstad i parafialny w parafii katedralnej Karlstad szwedzkiego kościoła ewangelicko-luterańskiego. Jest położony w centrum miasta na Lagberget na wyspie Tingvallaön.
Miejsce lokalizacji katedry używane było w dawnych czasach jako ting – miejsce zwyczajowych zebrań wikingów.
Katedra została wzniesiona na planie zbliżonym do krzyża greckiego. Podstawowym budulcem był cios kamienny, a detale wykonano z cegły. Budynek zarówno zewnątrz, jak i wewnątrz został otynkowany na biało.
Katedra w Karlstad ma status zabytku sakralnego według rozdz. 4 Kulturminneslagen (pol. Prawo o pamiątkach kultury), ponieważ została wzniesiona do końca 1939 (3 §).

## Historia

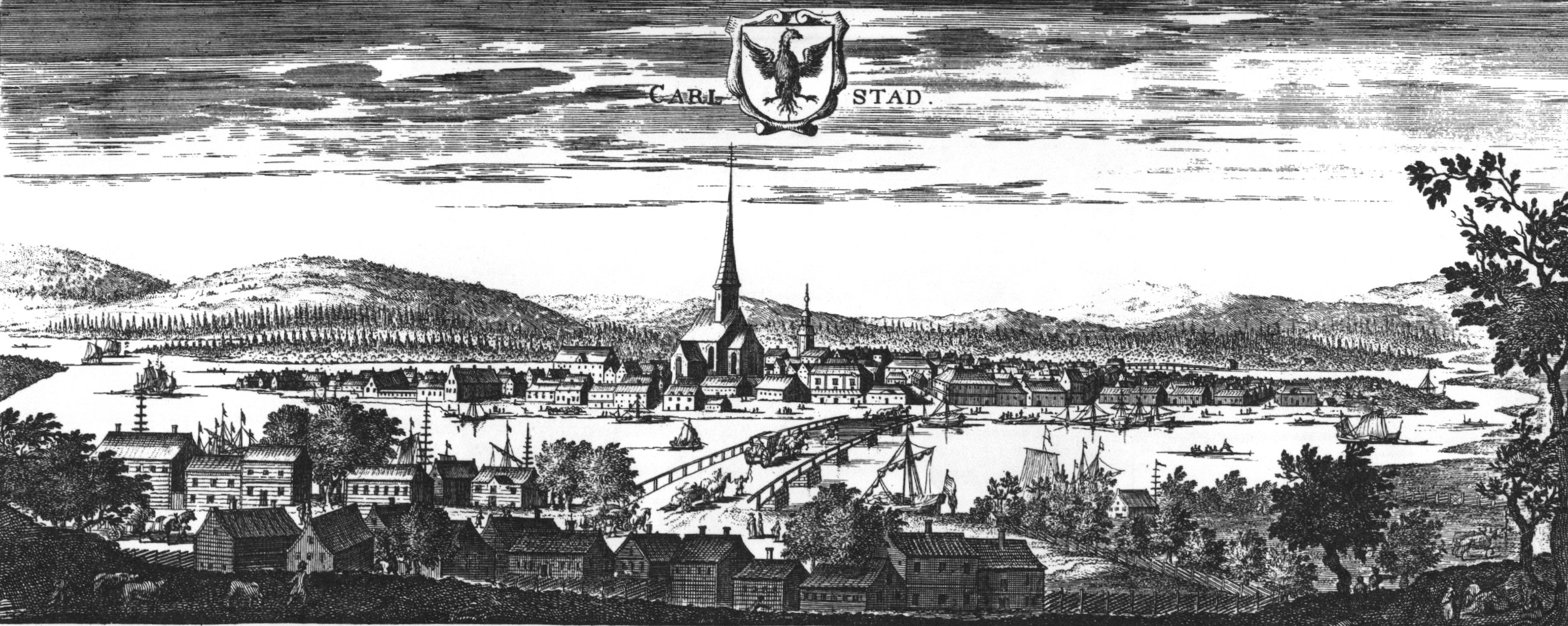
Katedra w Karlstad na rycinie Erika Dahlbergha, Suecia Antiqua et Hodierna, wykonanej prawdopodobnie w latach 1690-1710.

### Poprzednie budowle
Na wyspie Tingvallaön z pewnością już od XIV w. istniał kościół. Wyspa leży w delcie rzeki Klar. Osada Tingvalla, która powstała na niej, stała się zalążkiem późniejszego miasta Karlstad, założonego w 1584 przez księcia Karola, późniejszego króla Szwecji Karola IX; dziś jest to centrum miasta. Kościół, o którym mowa, zwany pierwotnie Tingvalla kyrka, znajdował się w miejscu dzisiejszego hotelu miejskiego, ok. 300 m na zachód od obecnej katedry. Nic bliższego nie wiadomo na temat tego kościoła, ponieważ spłonął on wraz z całym miastem w 1616.
Kolejny kościół został wzniesiony na tym samym miejscu. Wieńczyła go smukła, zakończona iglicą sygnaturka. Kościół ten stał się katedrą w 1647, kiedy królowa Krystyna podniosła Karlstad do rangi diecezji. Pewne wyobrażenie o wyglądzie ówczesnej świątyni daje miedzioryt miasta Karlstad, wykonany przez Erika Dahlberga w serii Suecia Antiqua et Hodierna na przełomie XVII i XVIII w.
Katedra ta spłonęła w 1719. Część jej wyposażenia udało się jednak uratować z pożaru, m.in. żyrandol z 1642, który wisi obecnie w północnym ramieniu transeptu obecnej katedry i drugi, z 1703, który wisi w jej części północno-zachodniej.
Uratowano również część sreber kościelnych: cyborium wykonane przez J.F. Strauba, działającego w Karlstadzie w latach 1674-1713 oraz patenę i kielich z 1704; ten ostatni przerobiony w 1804 przez W. Smedberga.
Na pierwszym piętrze obecnej wieży znajduje się para aniołów z drewna, pochodzących jeszcze z pierwszego kościoła. Utraciły one jednak farbę i na całej ich powierzchni prześwituje drewno.
Z szat liturgicznych należących do dawnego kościoła wystawiony jest ornat z 1705, obecnie już nie używany. Jest on wyhaftowany wzorami kwiatowymi i stanowi dar superintendenta Jonasa L. Arnella.

### Dzisiejsza katedra

#### Budowa 1723-1730
W cztery lata po pożarze katedry rozpoczęto budowę nowej, trzeciej już świątyni. Wzniesiono ją na Lagberget na Tingvallaön w latach 1723-1730. Konsekracja miała miejsce 2 lipca 1730. Powodem, dla którego katedrę wzniesiono w nowym miejscu, była obawa przed wylewem rzeki w poprzednim miejscu, a także obawa przed podmyciem brzegów i zmianami jej koryta, co miało miejsce w przeszłości. Uważano ponadto, że budowla ulokowana na pagórku będzie mniej zagrożona ryzykiem pożaru.
W latach 1735–1737 wybudowano od strony zachodniej potężną wieżę, przez co centralne założenie na planie krzyża greckiego uległo zakłóceniu. Gdy wieża była gotowa, przeniesiono do niej dzwony z wolno stojącej dzwonnicy, którą następnie rozebrano.
Na zachodniej fasadzie wieży umieszczono z wykutego żelaza cyfry "1737", oznaczające rok zakończenia jej budowy. Podobne cyfry istniały do pożaru w 1865 na południowej i północnej fasadzie wieży, umieszczone były jednak wyżej, tuż pod jej hełmem.
Wieża miała pierwotnie dach z desek, zwieńczony u góry kulą. Dach ten spłonął wraz z całym drewnianym wyposażeniem wieży w 1752. W 1757 rozpoczęto odbudowę wieży. Otrzymała ona wówczas niewysoki, barokowy hełm z zegarem, zwieńczony małą kopułą z latarnią. W 1794 dokonano pewnej modyfikacji tego założenia.

#### Restauracja 1791-1792
Pod koniec XVIII w. miała miejsce pierwsza restauracja katedry. Na zlecenie króla Gustawa III z 1790 architekt Erik Palmstedt zaprojektował nowy wystrój prezbiterium, na który miał się składać: ołtarz główny, ambona i tron biskupa; ten ostatni ufundowany przez biskupa Hermana Schröderheima.
Prace budowlane zakończyły się w roku 1793 i oznaczały oddzielenie tylnej części prezbiterium od reszty świątyni. Dokonało się to przez wybudowanie sięgającej sklepienia ściany działowej, za którą znalazła się zakrystia. W murze nad zakrystią zbudowano dwa wewnętrzne okna, by wierni siedzący na znajdującej się za ścianą emporze mieli widok na wnętrze świątyni. Pośrodku ściany działowej wybudowano półokrągłą absydę, w której umieszczono nowy ołtarz główny. Składały się nań: kamienny stół ołtarzowy, krzyż i figury dwóch aniołów po obu stronach ołtarza, ustawione w niszach. Te ostatnie były dziełem rzeźbiarza Johana Tobiasa Sergela. Anioły noszą nazwy: Andakten (Modlitwa) i Religionen (Religia). Nad ołtarzem, tuż pod sklepieniem, umieszczono ogromne Oko Opatrzności w promienistej oprawie, z tetragramem JHWH, symbolizujące obecność Boga w tym miejscu.

#### Pożar w 1865

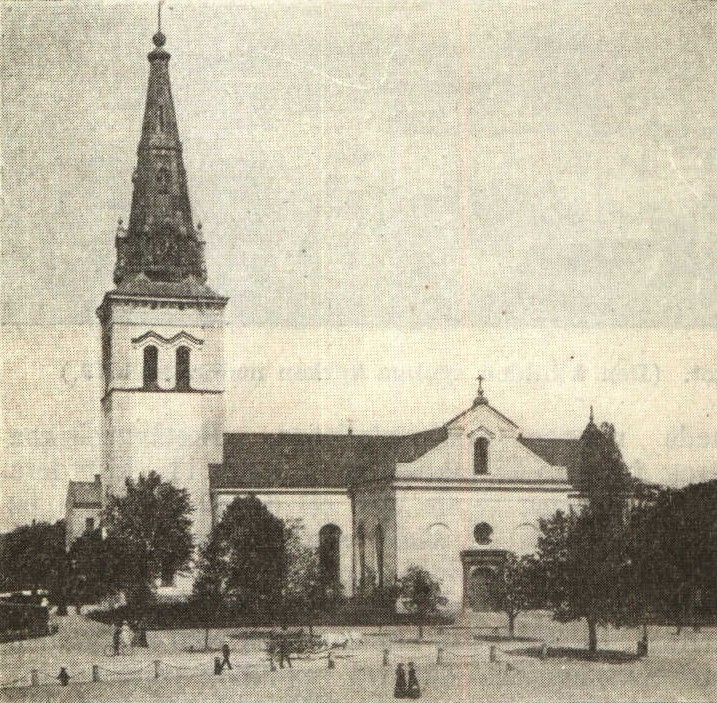
Wygląd katedry odbudowanej po pożarze w 1865. Ilustracja pochodzi z [https://runeberg.org/nfbm/ Nordisk familjebok, Uggleupplagan. 13, Stockholm 1910

Dach i wieża katedry uległy zniszczeniu podczas tragicznego pożaru, który wybuchł 2 lipca 1865 w piekarni na rogu Östra Torggatan i Drottninggatan i obrócił niemal cale miasto w perzynę.
Spłonął hełm wieży i wypaliło się jej wnętrze. Dzwony stopiły się i spadły na sklepienie ponad vapenhus (miejscem składania broni przed wejściem do kościoła), wybijając w niej dużą dziurę; sam vapenhus jednak wytrzymał. Pozostałe sklepienia również wytrzymały pożar, chociaż wnętrze katedry zostało uszkodzone przez dym. Pomimo wysokiej temperatury wyposażenie, w tym wrażliwe organy, pozostało nieuszkodzone. Wytrzymałość sklepień została sprawdzona po ugaszeniu pożaru. Dokonano również próby wytrzymałości organów poprzez intensywną, godzinną grę na nich. Pod koniec lat 70. XIX w. dokonano gruntownej restauracji katedry, gdy tynki zaczęły się łuszczyć, a dla poszczególnych elementów wyposażenia nieodzowna stała się konserwacja. Wybudowano też wówczas piece jako system grzewczy świątyni; poprzednio budynek był nieogrzewany.
Po pożarze wieża otrzymała swój obecny, neoklasycystyczny wygląd według projektu architekta i administratora budynków państwowych Alberta Törnqvista. Wieżę zwieńczono wysokim hełmem, pojawił się w niej też nowy zegar i dzwony.
Nie odbudowano poprzedniego dachu czterospadowego. Każde z ramion budowli, również kruchta przed wieżą, otrzymało nowe szczyty uformowane na podobieństwo detalu architektonicznego wieży, z charakterystycznymi, łukowymi gzymsami nadokiennymi. W ramionach transeptu pojawiły się poza tym okrągłe okna, zbliżone formą do rozety, mające na celu doświetlenie znajdujących się za nimi empor.
U schyłku XIX w. w okna prezbiterium wstawiono nowe witraże.

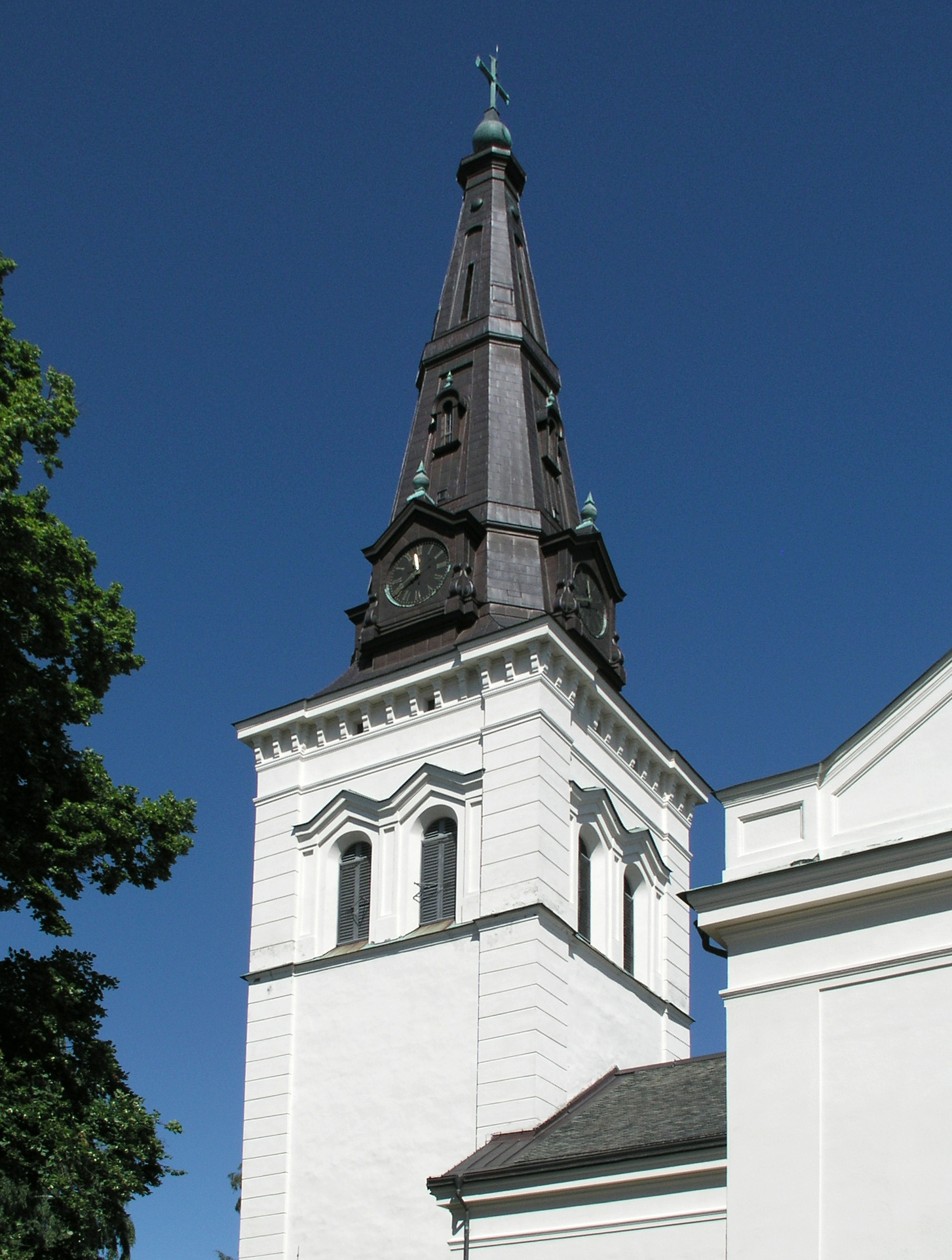
Wieża katedralna po 1865
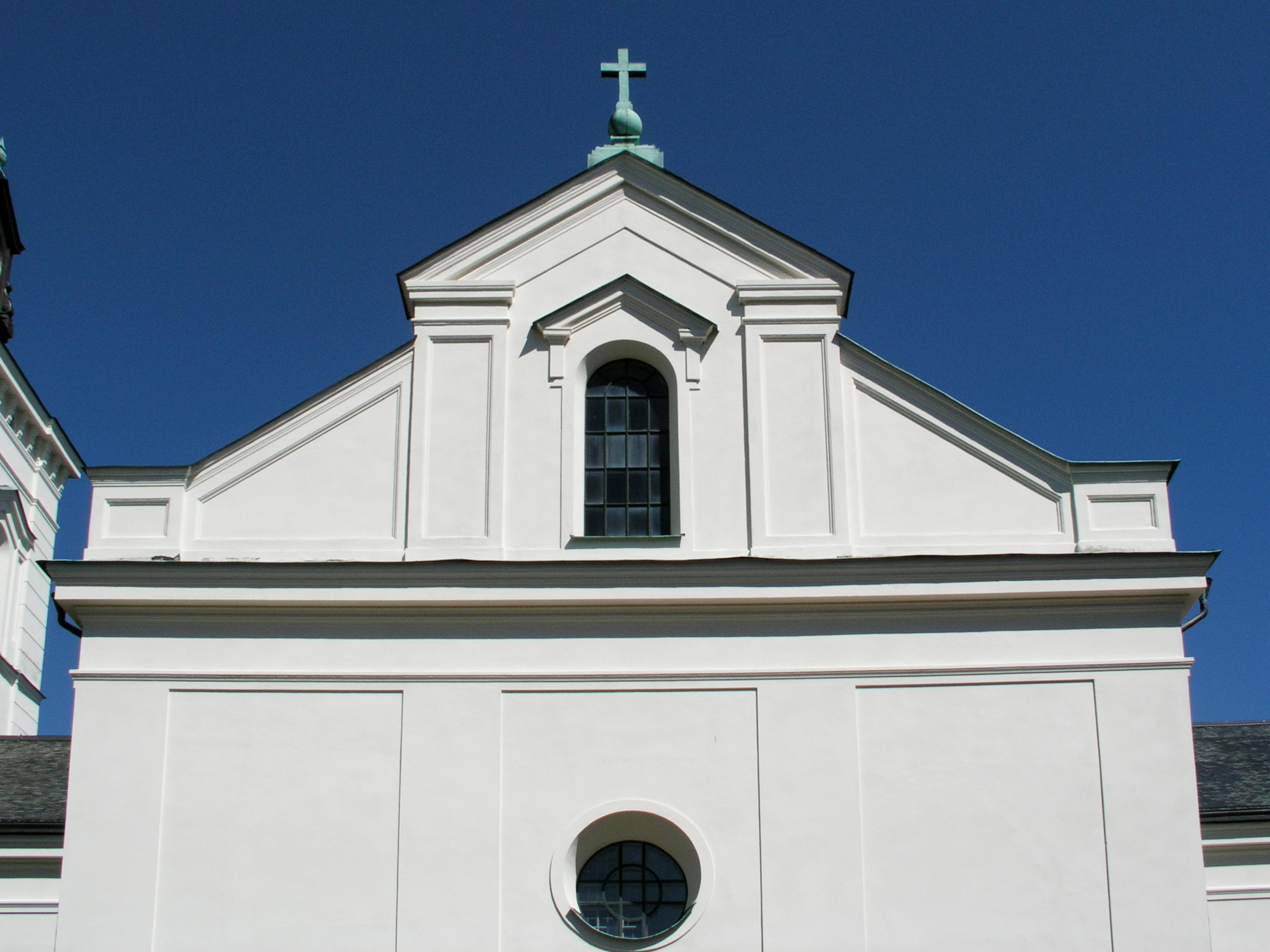
Jeden ze szczytów po 1865
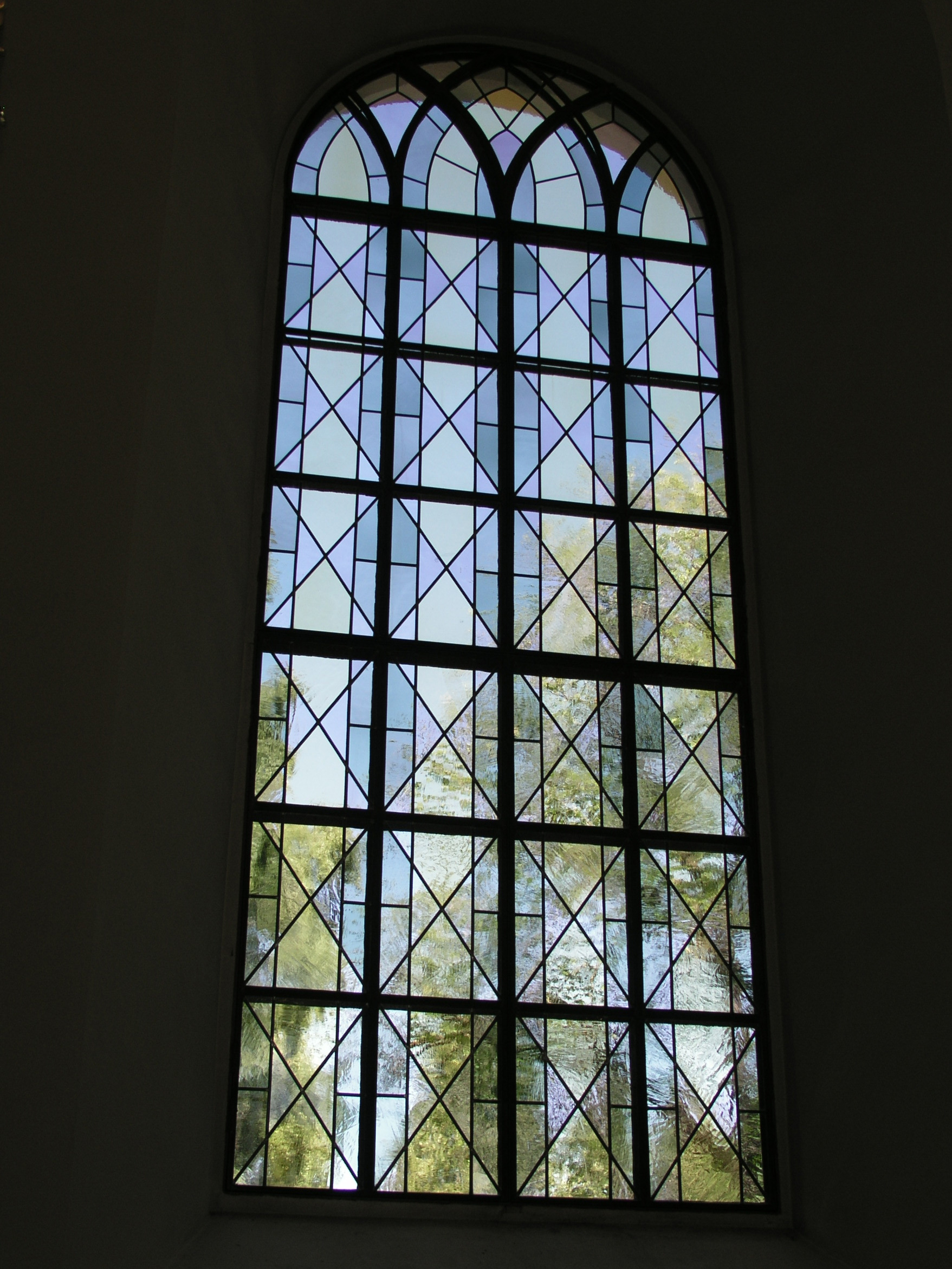
Jedno z nowych okien prezbiterium (koniec XIX w.)

#### Restauracja 1915

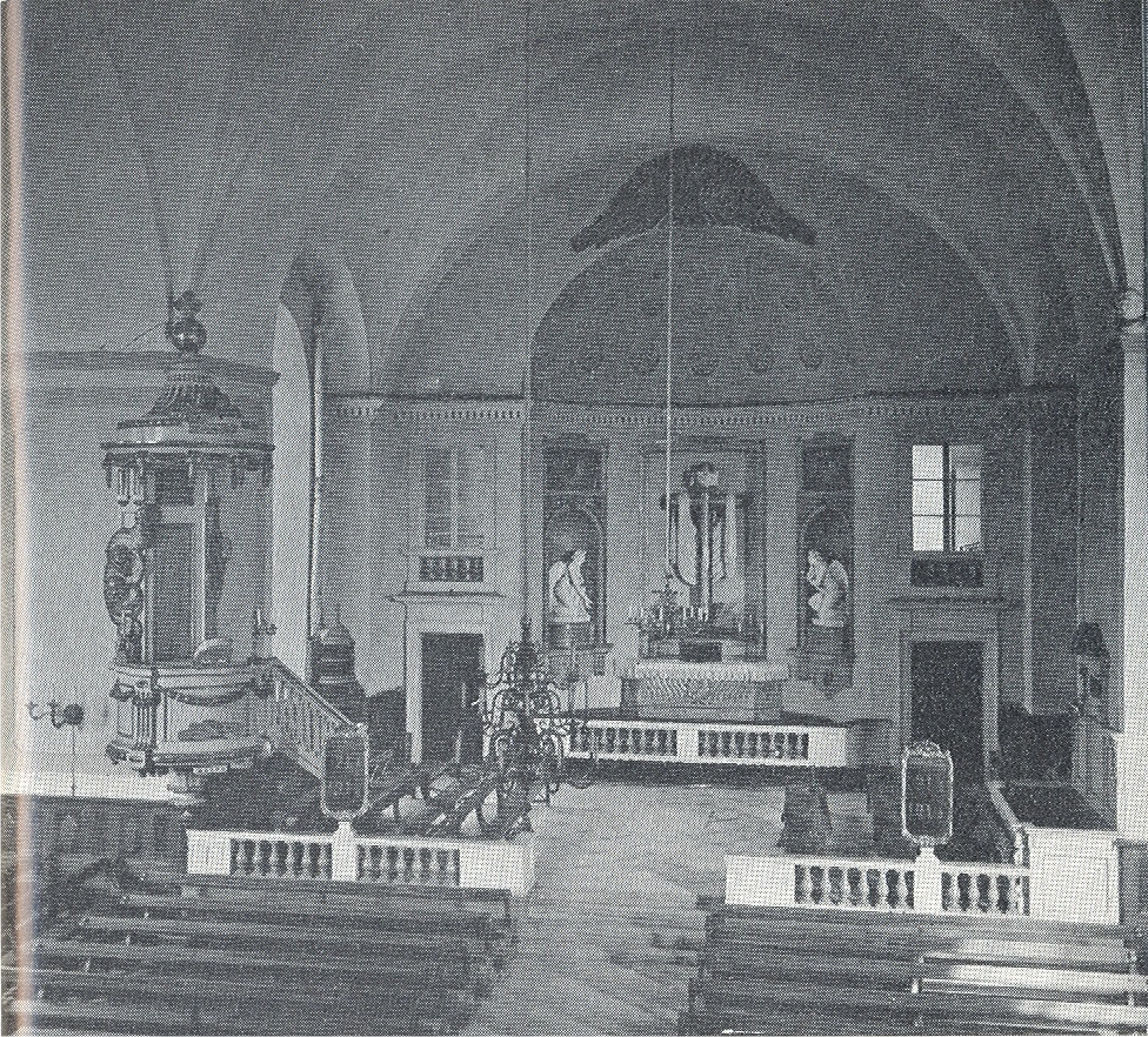
Wnętrze katedry ok. 1880

W latach 1915–1916 katedra była poddana kolejnej restauracji. Przedłużono wówczas biegnący wokół ścian prezbiterium ozdobny, fryz ząbkowy na całą katedrę. Pomalowano ponownie jej ściany w technice marmurowania w kolorze ciemnofioletowym. Stało się to konieczne, ponieważ tynki na ścianach zdążyły wyblaknąć i wystąpiły na nich plamy od wilgoci. Kolor wnętrz prezbiterium przypominał po renowacji marmur z Kålmorden.
Do katedry wstawiono nowe ławki, które zastąpiły stare, niewyszukane w formie. We wszystkie okna oprócz prezbiterium wstawiono nowe szkło okienne, ręcznie wyrabiane, pokryte ornamentem i inskrypcjami. To wyposażenie katedry przetrwało do dziś.

#### Czasy powojenne

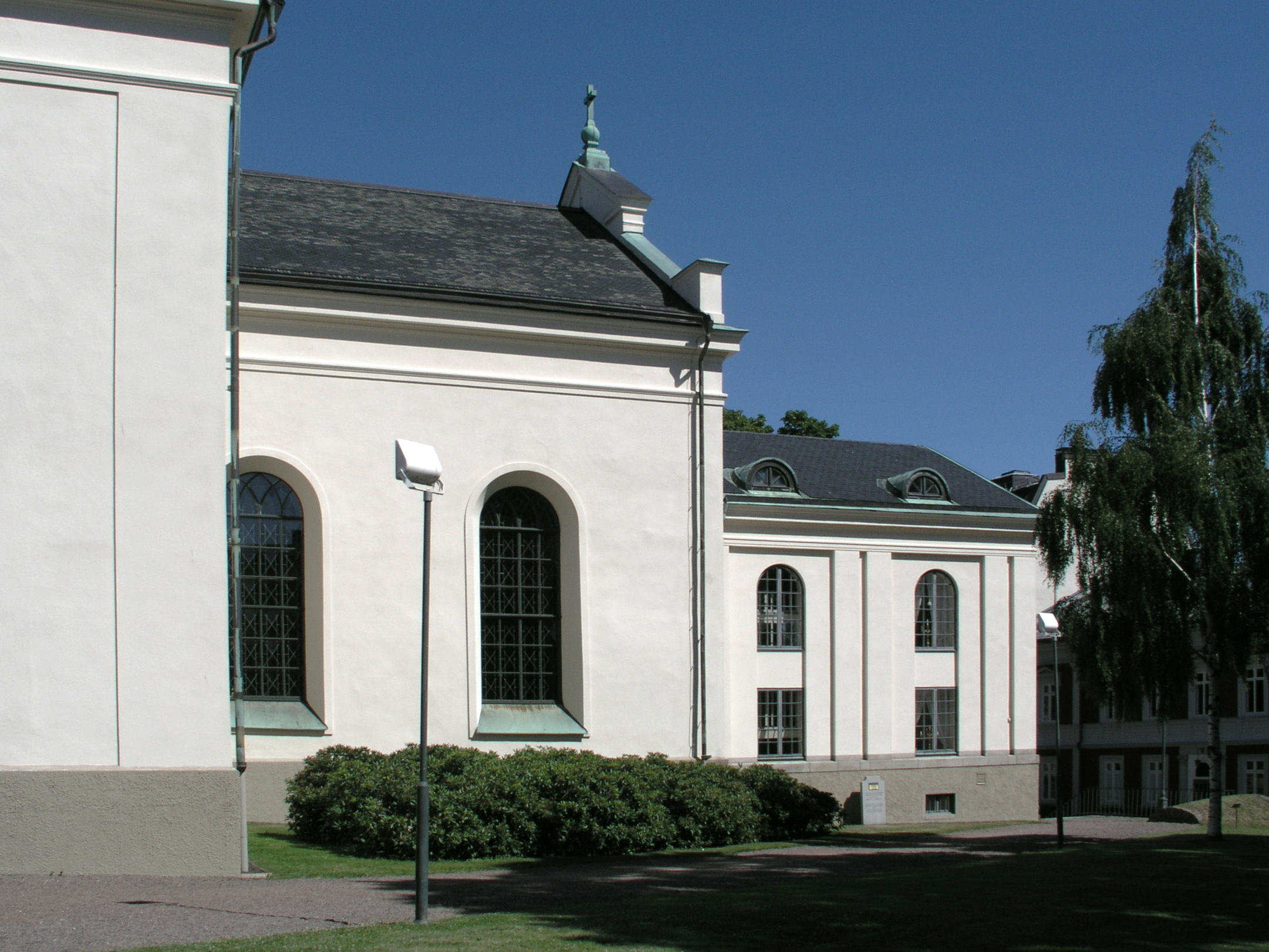
Nowa zakrystia

W latach 1956–1957 dobudowano do prezbiterium od wschodu nową, dwukondygnacyjną zakrystię, co planowano już przy okazji restauracji w 1915, ale zaniechano z powodu sprzeciwów ze strony rady kościelnej. Po wybudowaniu zakrystii pierwotne założenie katedry na planie krzyża greckiego uległo modyfikacji, ponieważ oś wschód-zachód stała się dłuższa od osi północ-południe. Z drugiej strony jednak oznaczało to przywrócenie symetrii w planie świątyni, bowiem pierwotne założenie centralne zostało naruszone poprzez wybudowanie wieży od zachodu.

#### Restauracja w 1965

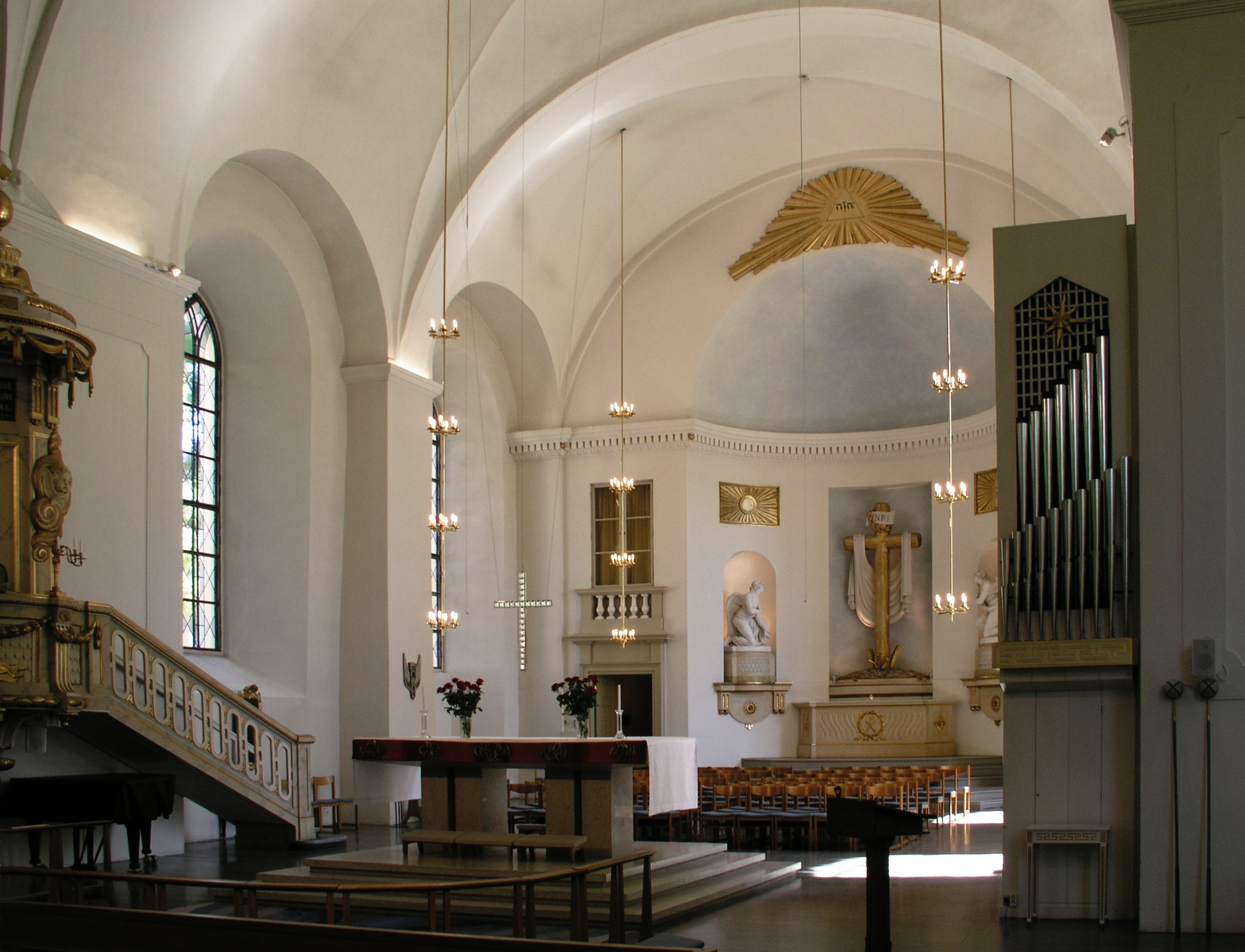
Widok na prezbiterium i ołtarz główny po restauracji 1965-1967

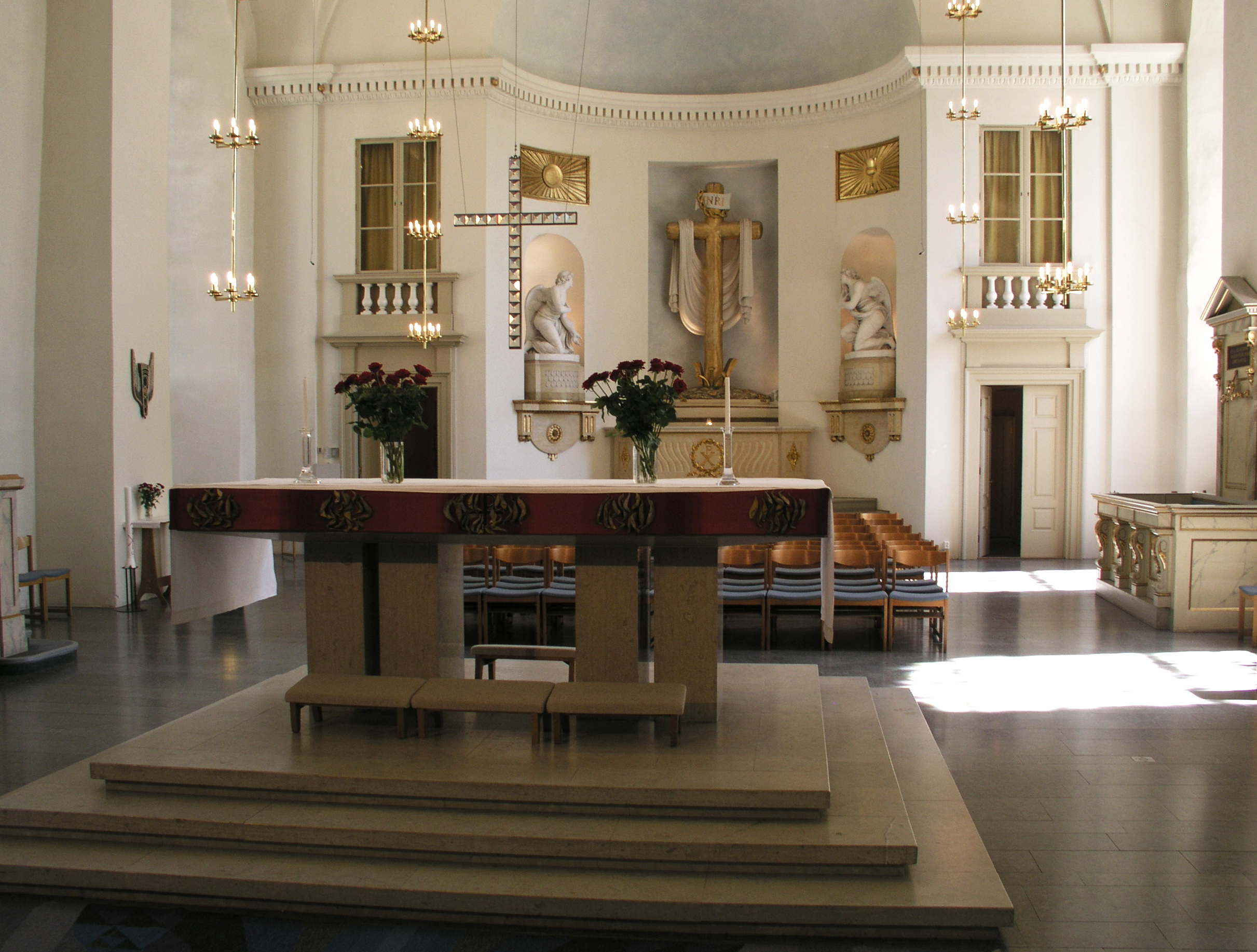
Nowy stół ołtarzowy z wiszącym nad nim szklanym krucyfiksem

W latach 1965–1967 miała miejsce gruntowna restauracja wnętrza katedry. Nadzorował ją architekt Kurt von Schmalensee. W związku z wybudowaniem zakrystii przesunięto ścianę działową prezbiterium bardziej na wschód. Miało to na celu przywrócenie proporcji założenia centralnego, jakie pierwotnie miała katedra. Podczas prac restauracyjnych usunięto też pierwotną, geometryczną ornamentację sklepienia nad absydą w formie sześciokątów i rombów, pochodzącą z 1793. Usunięto też obiegający świątynię fryz ząbkowy z 1915, pozostawiając go jedynie w prezbiterium. Przywrócono za to pierwotny, XVIII-wieczny wystrój malarski w barwach złoto-białych, jaki istniał m.in. w prezbiterium po zakończeniu restauracji pod kierunkiem Palmstedta.
W czasie restauracji położono w katedrze nową, kamienną posadzkę. Obniżono przy tym poziom posadzki w prezbiterium, chcąc wyrównać ją z pozostałą częścią świątyni i przywrócić przez to proporcje symetrii założenia. Zlikwidowano też niską balustradę dzielącą prezbiterium od nawy głównej. Wstawiono jednocześnie nowy, wykonany z wapienia gotlandzkiego, modernistyczny stół ołtarzowy, ulokowany na pograniczu nawy głównej i prezbiterium.
Stół ten, stojący na trzystopniowym podwyższeniu, składa się z dużej, kamiennej płyty w kształcie prostokąta spoczywającej na dwóch, prostych w formie, szerokich filarach. Nad stołem zawieszono nowoczesny krucyfiks w formie krzyża łacińskiego wykonany z oszlifowanego szkła artystycznego. Nad sklepieniem zawieszono nowe, żyrandole, a otwory, w których one wiszą, używane są do wentylacji wnętrza. W prezbiterium pojawiły się też nowe organy. Znajdują się one z prawej strony stołu ołtarzowego, pomiędzy nawą główną a prezbiterium. Tron biskupi, który przedtem znajdował się w tym miejscu, ustawiony został za organami. Naścienne kandelabry i obraz zostały usunięte.
Kolejnym elementem wyposażenia jest też nowa, modernistyczna chrzcielnica, która zastąpiła starą, mosiężną z 1915. Projektantem chrzcielnicy był Kurt von Schmalensee. Czasza chrzcielnicy została wykonana z oszlifowanego szkła, podświetlanego od wewnątrz, natomiast okrągła podstawa z czarnego granitu. Chrzcielnica ustawiona jest ona za amboną.

#### Renowacja w latach 1997-1998

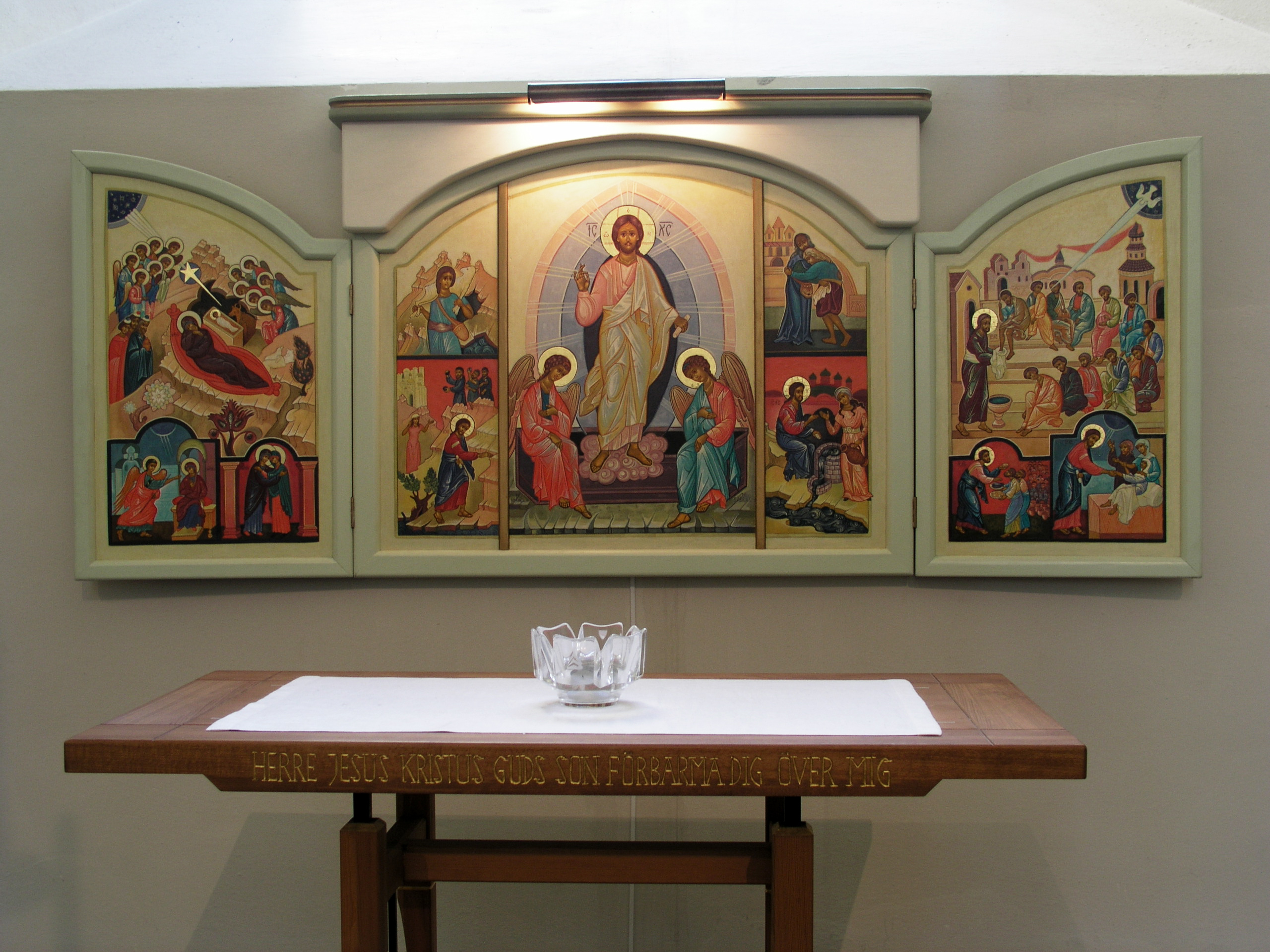
Nowy ołtarz boczny w formie tryptyku

W latach 1997–1998 miała miejsce kolejna renowacja katedry. W jej trakcie m.in. pokryto hełm wieży płytami z brązu. Odświeżono tynki na ścianach. Wstawiono też nowe, szklane gabloty dla lepszej ekspozycji zabytkowych elementów dawnego wyposażenia. Znalazły się w nich m.in. biblia, dar króla Karola XII, dar monarchy dla katedry z 1705 oraz list królowej Krystyny, podnoszący Karlstad do rangi siedziby diecezji, w miejsce dotychczasowej, mieszczącej się w Mariestad.
Z lewej strony ambony pojawił się nowoczesny świecznik w formie drzewa życia. Świeczniki takie są częstym elementem wyposażenia szwedzkich świątyń. Nie mogło więc go zabraknąć i w katedrze w Karlstadzie. Wykuty w 1998 z żelaza świecznik ma formę drzewka oliwnego. Znalazło się na nim 137 podstawek na świeczki, tj. tyle, ile jest parafii w diecezji Karlstad. Twórcą świecznika jest artysta Örjan Holm z Lungsund.
W nawie południowej zbudowano Uppenbarelsens kapell (kaplicę Objawienia). Jest ona przeznaczona do nabożeństw mniejszej rangi, a także do osobistej modlitwy. Nazwa kaplicy pochodzi od inskrypcji na oknie, mówiącej, iż Jezus Chrystus objawia człowiekowi, kim jest Bóg.
Kolejnym nowym elementem wyposażenia jest tryptyk, dzieło malarza ikon Kjellauga Nordsjö z Arviki.
Przedstawia on w części centralnej zmartwychwstałego Chrystusa, natomiast w skrzydłach bocznych historię objawienia Bożego. Na ascetycznym stole ołtarzowym znajduje się inskrypcja: JESUS KRISTUS GUDS SON FÖRBARMA DIG ÖVER MIG (PANIE JEZU CHRYSTE, SYNU BOŻY, ZMIŁUJ SIĘ NADE MNĄ).

## Architektura

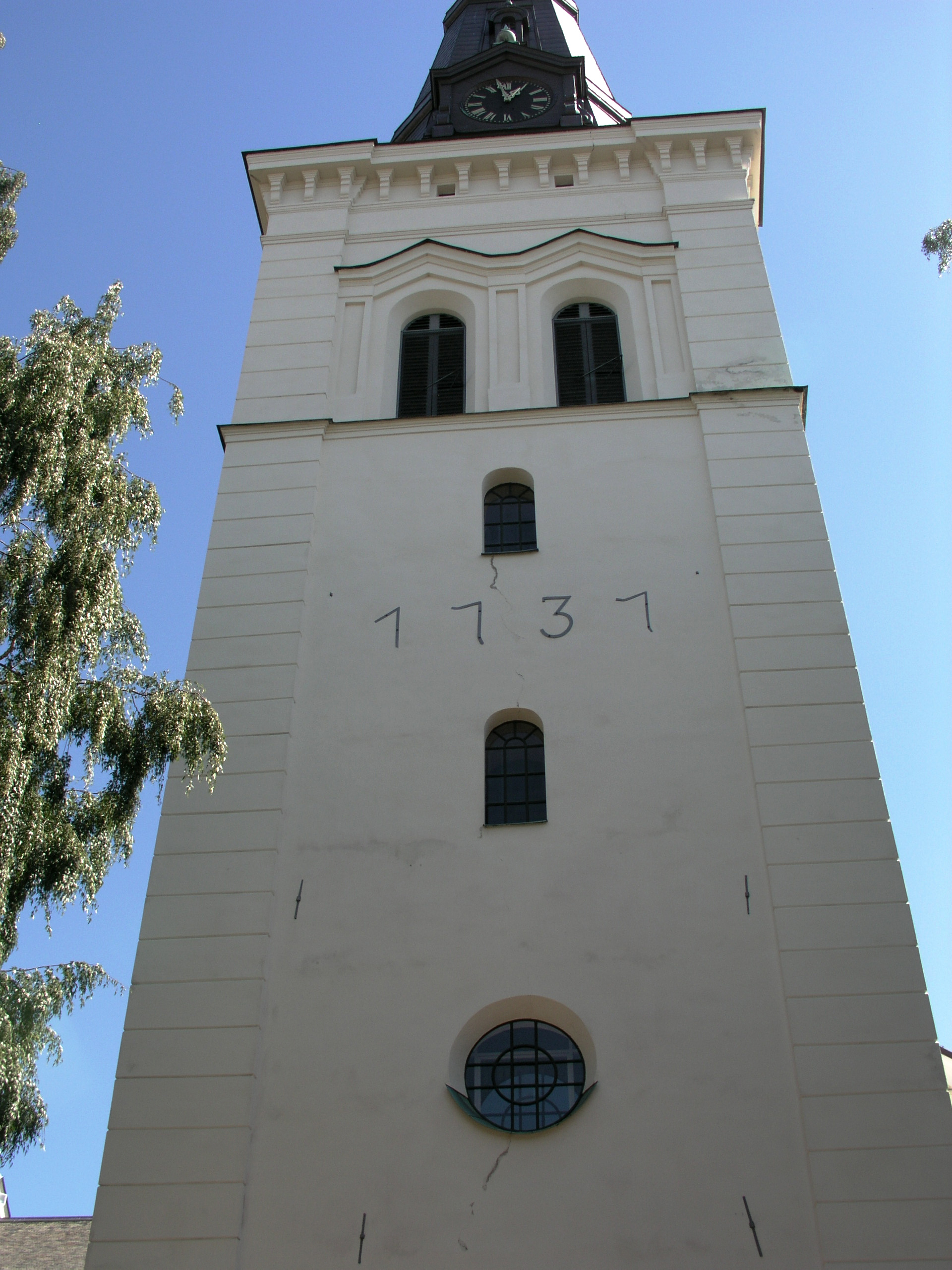
Wieża katedralna

Katedra została wzniesiona w prostym, niewyszukanym, barokowym stylu, bez szczególnych ozdób. Styl ten był na początku surowszy, niż jest obecnie, ale od 1865 nabrał on dodatkowo cech neoklasycystycznych. W architekturze okien i innych otworów w murach zastosowano łuki pełne.
Katedra nie miała na początku żadnej wieży od zachodu, lecz stanowiła rygorystyczne założenie centralne w formie krzyża greckiego z wolno stojącą dzwonnicą obok.
We wnętrzu budowli jeszcze dziś dostrzec można regularność tego założenia. Ściany boczne każdego z ramion krzyża greckiego mają po dwa wysokie, zaokrąglone u góry okna. Na skrzyżowaniu naw wznosiła się pierwotnie wysoka na ok. 10 m drewniana kopuła. Nic bliższego nie wiadomo na temat jej wyglądu, ponieważ została rozebrana w 1792. Nawa i transept nakryte zostały dachami czterospadowymi.
Budowniczym katedry był pochodzący z ówczesnej Saksonii mistrz budowlany Christian Haller, który osiedlił się w 1720 w Karlstadzie. W późniejszym czasie zbudował on kilka innych kościołów kamiennych.
Nie zachowały się plany, według których wznoszono katedrę, ale inne istniejące dokumenty wskazują, iż Haller prowadził rozmowy ze starszym mistrzem budowlanym Jonasem Fristedtem ze Sztokholmu, który przypuszczalnie sporządził kosztorys budowy i projekt mającej powstać budowli. Fristedt prawdopodobnie zaprojektował kościół w Kungsholm w Sztokholmie, do którego katedra w Karlstad wykazuje daleko idące podobieństwo (plan krzyża greckiego i czterospadowe dachy).
Kościół w Kungsholm z kolei jest uproszczoną i zmodyfikowaną kopią kościoła Katarzyny, stanowiącego razem z kościołem Jadwigi Eleonory dwa najważniejsze przykłady świątyń zbudowanych na planie centralnym w Szwecji w XVII w..
Wschodnie ramię założenia katedry dzieliło się pierwotnie na dwupokojową zakrystię w najdalej wysuniętej części oraz właściwe prezbiterium, graniczące z nawą główną. Obie te części składowe dzielił od siebie wysoki na 3 m mur. Ponad zakrystią zbudowano emporę; podobna była w części zachodniej katedry. Dzięki takiemu ukształtowaniu część wschodnia była, patrząc od wewnątrz, skrócona o połowę i miała tylko jedną parę okien. W latach 50. I 60. XVIII w. wybudowano empory również w obu ramionach transeptu.

### Wieża
Wieża katedralna wznosi się na wysokość 58 m. Jej dzisiejszy wygląd jest rezultatem przebudowy z końca XVIII w. Dodano wówczas ozdobny fryz biegnący wokół górnej części jej fasady, tuż pod wydatnym gzymsem. W dolnej partii wieńczącego wieżę hełmu widnieją tarcze zegarowe.
Mury wewnątrz wieży katedralnej począwszy od drugiego piętra są nieotynkowane, widoczny więc jest materiał budowlany, z którego ją wzniesiono. Materiałem tym był surowiec skalny – obrobiony granit i gnejs w różnych rozmiarach. Najwyższa kondygnacja wieży, w której znajdują się dzwony, została jednak wzniesiona z cegły (po odbudowie z pożaru w 1865). Z cegły wykonano również detale i ozdobne fryzy wokół kościoła oraz wieży. Niektóre otwory okienne istniejące pierwotnie w wieży zostały później zamurowane, co ujawniają pozostawione ślady.

## Wystrój wnętrza
Wnętrze katedry nadal odzwierciedla epokę, w której ona powstawała – czasy oświecenia i charakterystycznego dla tej epoki spojrzenia na rozum, moralność, pobożność i nadzieję na wieczność.
Z powodu pożarów nękających katedrę w przeszłości wyposażenie jej wnętrza jest dosyć nowoczesne. Zniknęły dawne herby szlacheckie, zdobiące niegdyś ściany świątyni. Również na posadzce nie obecnie żadnych śladów heraldycznych z dawnych czasów. Groby, które niegdyś znajdowały się pod prezbiterium, zostały w XIX w. ze względów zdrowotnych osunięte, także w związku z założeniem nowego cmentarza w Sundsta, poza ówczesnym miastem.
O istniejącym niegdyś przykatedralnym cmentarzu przypomina okazały nagrobek, przeniesiony z prezbiterium, umieszczony na dziedzińcu, na lewo od portalu głównego. Na cmentarzu tym jednak nie praktykowano pochówków po roku 1800.

### Organy

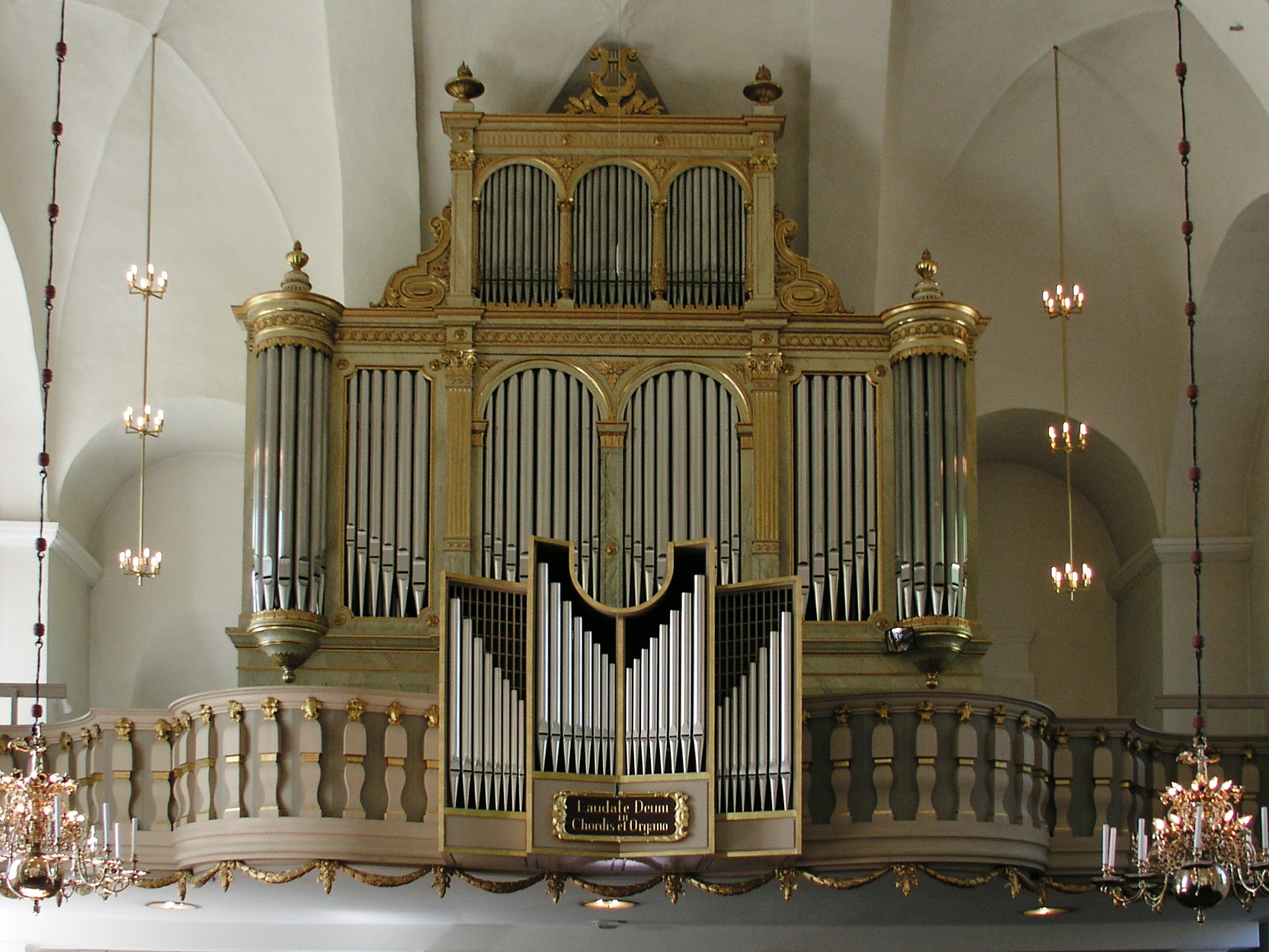
Organy

Organy na emporze zachodniej mają 65 głosów i zostały zbudowane przez firmę Magnussons orgelbyggeri z Göteborga. Podczas restauracji katedry w latach 1967-68 dołączono do nich nowy Rückpositiv, ustawiony na balustradzie empory. Ma on 14 głosów i został zbudowany przez firmę Grönlunds orgelbyggeri, z Gammelstad.

### Szaty i naczynia liturgiczne
Z wyposażenia dawnej katedry zachowało się kilka czarnych ornatów, w tym jeden, haftowany w srebrze z 1730. Nowsze pochodzą już z XX w., m.in. z lat 1925–1939, 1963.
Z dawnego wyposażenia wymienić warto palkę z 1748, czerwony pulpit z 1731, wiele tzw. kollekthåv w tym dwie wykonane z czerwonego i czarnego welwetu z lat 1691 i 1761. Nowy komplet naczyń liturgicznych, bogato ornamentowanych, składający się z cyborium, kielicha i pateny został podarowany katedrze w 1930.
Komplet naczyń liturgicznych uzupełniają: naczynie chrzcielne z 1750, dzieło E.G. Wendta z Göteborga oraz ampułka na wino mszalne, przerobiona z dwóch starszych w 1768.
Z obrazów wymienić należy wiszący w zakrystii portret Johana Hasselströma, który w XVIII w. bardzo przyczynił się do zbudowania katedry.

### Sala broni
W znajdującej się w przyziemiu wieży sali broni (vapenhus) adaptowanej obecnie na pokój dla narzeczonych znajdują się dwa dawne krzesła dla wojewody i jego małżonki.
Współczesny wystrój plastyczny tego pomieszczenia stanowi płaskorzeźbiony, wykonany z posrebrzanej cyny tympanon z 1968, dzieło Heinza Deckera i Bertila Edgardha. Jego program ikonograficzny stanowi monogram Chrystusa umieszczony na geometrycznym tle. Wisi tam również pamiątkowy obraz Kurta von Schmalensee z czasów restauracji 1965-1967, przypominający o tym, iż katedra była zbudowana za rządów króla Fryderyka I; z tego powodu katedrę nazywano przez pewien czas Frederici kyrka (kościół Fryderyka), podobnie jak katedrę w Göteborgu nazywa się czasem katedrą Gustawa (Gustavi domkyrka – od imienia króla Gustawa II).

### Dzwony i carillon na wieży
Dzwony zostały przeniesione na wieżę, gdy ta była gotowa w 1737; wcześniej wisiały na wolno stojącej dzwonnicy z 1722. Po pożarze w 1752 uległy zniszczeniu i musiały zostać odlane ponownie. Taki sam los spotkał je po pożarze w 1865; wówczas, z powodów finansowych zmniejszono ich ilość z 4 do 3. Dwa największe dzwony zostały odlane ponownie w 1913.
Trzy obecne dzwony ważą odpowiednio 3,5, 1,7 och 0,9 tony i mają następujące tonacje: b2, cis3 i f3.
22 kwietnia 1990 zainaugurowano nowy carillon składający się z 25 dzwonów. Jest on zawieszony nad dzwonami. Za pomocą zaprogramowanej klawiatury wygrywane są różne melodie o godz. 12:00, 15:00 i 18:00.

### Zegar na wieży
W hełmie wieży zachowały się dawne pomieszczenia dla strażnika wieżowego, którego obowiązkiem było sygnalizowanie ewentualnego pożaru lub innego niebezpieczeństwa. W jednym z tych pomieszczeń znajduje się zachowany dawny mechanizm zegarowy. Jest on obecnie nieużywany. W 1980 zastąpił go nowy mechanizm cyfrowy, którego system sterowniczy znajduje się na pierwszym piętrze wieży. Zegar ten jest sprzężony z carillonem i dzwonami katedralnymi.